# Avenida Collín
Avenida Collín es una arteria vial de la ciudad chilena de Chillán, ubicada al sur del sector de Las Cuatro Avenidas. Fue creada con el nombre de "Avenida Sur" por Carlos Lozier en 1836, debido al traslado de la ciudad a su cuarto emplazamiento. Su nombre hace honor a don Carlos Collín, inmigrante francés que fue un dueño de una curtiduría en el sector. Posee diversos castaños en el bandejón central y la vereda de la avenida.
Aproximadamente, entre 1835 y 1939 existió el Noviciado de Chillán de la Congregación Jesuita, en la intersección con Avenida O'Higgins, lugar en que San Alberto Hurtado iniciaría su vida sacerdotal, recinto cual tras el Terremoto de Chillán de 1939, resultó completamente dañado y que el mismo sacerdote, sería partícipe de su loteo. Al costado de esta avenida, escurrían las aguas del Canal de Wenceslao Ojeda, cuales conectaban con el Estero Las Toscas a la altura de calle Carrera, que se convirtió en foco de contagio durante la Epidemia de cólera de 1887.
El año 2004 se instala el Paseo Urbano Arturo Prat con piezas navales donadas por la II Zona Naval de la Armada de Chile. Cuatro años más tarde, los últimos adoquines son retirados para dar paso a la total pavimentación de la avenida. Para 2011 surge una remodelación en la intersección con calle Pedro Aguirre Cerda, donde el terreno ocupado por un servicentro Copec fue utilizado para la remodelación de la Plaza Palestina en 2014. Más tarde, en 2018, fue construida su ciclovía.
Se espera que a futuro esta avenida tenga conexión al sector sur oriente, a través de la extensión de la Avenida Diagonal Las Termas.